# John Knox
John Knox (kh. 1510 – 24 tháng 11, 1572) là nhà cải cách tôn giáo người Scotland, người thủ giữ vai trò chủ đạo trong tiến trình cải cách Giáo hội Scotland theo thần học Calvin. Ông được nhìn nhận là nhà sáng lập giáo phái Trưởng Lão. Knox theo học tại Đại học St Andrews. Chịu ảnh hưởng bởi những nhà cải cách thời kỳ sơ khai như George Wishart, ông gia nhập phong trào đòi hỏi cải cách Giáo hội Scotland. Knox cũng dính líu vào một số sự kiện chính trị và tôn giáo như vụ mưu sát Hồng y Beaton năm 1546, và việc can thiệp của nhiếp chính Scotland, Mary nhà Guise. Knox bị lực lượng Pháp bắt giam, sau khi được phóng thích năm 1549, ông sang Anh.
Đang khi sống lưu vong, Knox được phép làm việc trong Giáo hội Anh, và trở nên tuyên úy hoàng gia cho Vua Anh, Edward VI. Knox giúp đưa tư tưởng cải cách vào Kinh Cầu nguyện chung. Tại Anh, ông kết hôn với người vợ đầu tiên, Marjorie. Khi Mary Tudor lên ngai và tái lập ảnh hưởng của Công giáo Rôma, Knox bị buộc phải từ chức và rời khỏi nước.
Knox đến Geneva, rồi Frankfurt. Tại Geneva, ông gặp John Calvin, nhờ đó thu thập kiến thức và kinh nghiệm về thần học Cải cách và thể chế Trưởng Lão. Knox thiết lập một giáo nghi mới, dần dà được hội thánh tại Scotland chấp nhận. Ông rời Geneva để lãnh đạo một nhà thờ tị nạn của người Anh đang sống ở Frankfurt, nhưng lại phải rời khỏi thành phố này vì những dị biệt liên quan đến các vấn đề giáo nghi. Đây là thời điểm chấm dứt mối quan hệ của Knox với Giáo hội Anh.
Sau khi trở lại Scotland, Knox lãnh đạo cuộc cải cách Kháng Cách tại đây, với sự đồng tình của giới quý tộc Scotland ủng hộ tư tưởng Kháng Cách. Phong trào được xem là một cuộc cách mạng vì đã giúp loại trừ nữ hoàng nhiếp chính Mary nhà Giuse, đang cai trị đất nước dưới danh nghĩa của con gái, Mary, Nữ hoàng Scotland (Mary I của Scotland). Knox soạn thảo bản tín điều và thể chế cho giáo hội cải cách, thường được gọi là the Kirk. Ông tiếp tục phục vụ trong cương vị lãnh tụ tôn giáo của phe Kháng Cách suốt trong thời trị vì của Mary. 

## Thiếu thời
John Knox chào đời trong khoảng từ năm 1505 đến 1515, gần hoặc ngay tại Haddington, một thị trấn của Đông Lothian. Cha của Knox, William Knox, là một nông dân. Mẹ có nhũ danh là Sinclair, qua đời khi cậu còn bé.
Có lẽ Knox đã theo học trường dạy tiếng Latin ở Haddington. Vào thời ấy, trở thành linh mục là lựa chọn duy nhất cho những người muốn theo đuổi sự nghiệp học thuật thay vì buôn bán hoặc làm nông. Knox đến học ở Đại học St Andrews, cũng có thể là Đại học Glasgow. Knox theo học John Major, một trong những học giả vĩ đại nhất thời ấy.
Năm 1540, người ta biết đến Knox như là một linh mục và là công chứng viên. Knox tiếp tục công việc này cho đến cuối năm 1543 khi ông viết trong một chứng từ công chứng đề ngày 27 tháng 3, "John Knox, chức dịch của bàn thờ thánh, Giáo phận St Andrews, công chứng viên được ủy thác bởi thẩm quyền Tông đồ." Thay vì làm linh mục giáo xứ, ông chọn công việc dạy học cho hai con trai của Hugh Douglas ở Longniddry. Ông cũng dạy học cho con trai của John Cockburn ở Ormiston. Cả hai địa chủ này đều ủng hộ tư tưởng cải cách, lúc ấy đang lan truyền rộng rãi khắp châu Âu.

## Chấp nhận Cải cách Kháng Cách
Knox không ghi lại thời điểm và diễn biến những trải nghiệm của ông chấp nhận đức tin Kháng Cách, nhưng có lẽ ông chịu ảnh hưởng của George Wishart. Wishart là một nhà cải cách, rời Scotland năm 1538 để tránh những cáo buộc dị giáo. Đến Anh, tại Bristol ông thuyết giảng chống lại việc sùng kính Mary. Wishart bị buộc phải công khai rút lại ý kiến, sau đó tìm đến tị nạn tại Đức và Thụy Sĩ. Trong thời gian ở đại lục, ông dịch bản Tín điều First Helvetic sang tiếng Anh. Năm 1544, Wishart quay trở lại Scotland, nhưng tình hình trong nước vào thời điểm ấy không thuận lợi cho ông. Tháng 12 năm 1543, Quốc hội Scotland thông qua luật xét xử người dị giáo. Đạo luật nhận được sự ủng hộ của James Hamilton, Công tước Châtellerault, nhiếp chính cho Mary, Nữ hoàng Scotland, và được thực thi bởi Hồng y David Beaton. Wishart đi khắp Scotland để thuyết giảng nhằm tìm kiếm sự ủng hộ cho công cuộc cải cách, khi đến East Lothian, ông gặp Knox và hai người kết thân với nhau. Knox đi cùng Wishart, với một thanh gươm hai lưỡi, để bảo vệ ông. Tháng 12 năm 1545, Wishart bị Patrick Hepburn, Bá tước Bothwell, bắt giữ theo lệnh của Beaton, và giải đến Lâu đài St Andrew. Knox có mặt trong đêm Wishart bị bắt, muốn theo Wishart vào chỗ giam cầm, nhưng Wishart bảo Knox, "Đừng, hãy trở lại tòa giảng, xin Chúa ban phước cho ông. Một người là đủ cho sự hi sinh này rồi." Wishart bị truy tố về tội dị giáo. Ngày 1 tháng 3 năm 1546, ông bị đưa lên giàn hỏa thiêu trước sự chứng kiến của Hồng y Beaton.
Người ta không biết rõ Knox làm gì sau khi Wishart bị bắt giữ. Có lẽ ông tìm đến Longniddry để tị nạn. Tuy nhiên, chỉ vài tháng sau Knox trở lại công việc gia sư, dạy các con trai của Douglas và Cockburn, lúc ấy cũng đang trốn tránh từ nơi này đến nơi khác. Knox tính đến việc đào thoát sang Đức, và đưa các học trò đi cùng. Tuy nhiên, khi Knox còn đang lẩn trốn, ngày 29 tháng 5 năm 1546, một nhóm năm người đột nhập vào Lâu đài St Andrew ám sát Hồng y Beaton trả thù cho vụ hành quyết Wishart. Sau khi chiếm giữ lâu đài, người thân và bằng hữu của họ tìm đến tị nạn tại đây. Trong số khoảng 150 người tị nạn có Henry Balnaves, từng là bộ trưởng trong chính phủ, bị sa thải và tống giam vì ủng hộ tư tưởng Kháng Cách, ông cũng là người đàm phán với Anh để tìm kiếm sự hỗ trợ tài chính cho phe nổi dậy. Douglas và Cockburn cũng đến tị nạn ở đây, nhắn tin cho Knox nhờ đem con của họ đến lâu đài để có thể tiếp tục dạy dỗ chúng trong đức tin cải cách. Ngày 10 tháng 4 năm 1547, Knox đến Lâu đài St Andrew.
Tại đây, Knox thuyết giảng lần đầu trước giáo đoàn, trong đó có thầy cũ của ông, John Major, luận giải chương 7 của sách Daniel, ví sánh giáo hoàng với Dâm phụ thành Babylon, một ẩn dụ được chép trong Khải Huyền chương 17 và 18. Vài ngày sau, một buổi thảo luận được sắp xếp cho phép Knox trình bày luận đề mà ông sẽ rao giảng suốt cuộc đời: mọi nghi thức không được quy định trong Kinh Thánh đều là tội thờ lạy hình tượng.

## Khổ sai trên tàu Pháp, 1547 - 1549
Mục vụ Tuyên úy của Knox trong Lâu đài St Andrew kéo dài không bao lâu. Vụ ám sát Hồng y Beaton kiến Nhiếp chính James Hamilton giận dữ. Ông yêu cầu người Pháp trợ giúp để chiếm lại lâu đài. Ngày 29 tháng 6 năm 1547, 21 chiến thuyền (galley) Pháp dưới quyền chỉ huy của Leone Strozzi, tu viện trưởng Capua, bao vây lâu đài. Ngày 31 tháng 7 những người trong lâu đài bị buộc phải đầu hàng. Những nhà quý tộc Kháng Cách và những người khác, trong đó có Knox bị bắt làm tù binh và đưa vào đội chèo thuyền. Những nô dịch này trên các chiến thuyền Pháp bị xích vào chỗ ngồi, chèo thuyền suốt cả ngày mà không được phép thay đổi tư thế đưới sự giám sát của quân lính với roi vọt trong tay. Họ đến Pháp, theo dòng sông Seine tới Rouen. Trong số các nhà quý tộc nô dịch trên thuyền, có những người gây ấn tượng đáng kể trên Knox như William Kirkcaldy và Henry Balnaves. Những người này bị giam giữ trong các lâu đài dùng làm nhà tù ở Pháp, Knox và những người còn lại tiếp tục hành trình đến Nantes, rồi trú đông ở Loire.
Mùa hè năm 1548, đoàn thuyền trở lại Scotland để trinh sát các chiến thuyền Anh. Lúc ấy, trong điều kiện sống khắc nghiệt của người tù khổ sai sức khỏe của Knox suy giảm nghiêm trọng. Knox mắc bệnh nặng đến nỗi các bạn tù lo lắng cho tính mạng của ông. Song, theo lời Knox kể lại, tâm trí ông vẫn sáng suốt, tiếp tục khích lệ bạn tù với niềm hi vọng sẽ sớm được phóng thích. Khi đoàn tàu cập bến khoảng giữa St Andrews và Dundee, ngọn tháp nhà thờ giáo xứ nơi Knox từng thuyết giảng hiện ra trong tầm mắt. James Balfour, một bạn tù, hỏi xem ông có nhận ra tháp chuông ấy không, Knox trả lời, 
| “ | Vâng, tôi biết nó rất rõ... dù bây giờ thể xác suy kiệt, nhưng tôi tin chắc rằng tôi sẽ không chết, cho đến khi tôi sẽ tôn vinh danh thánh của Chúa ngay tại nơi này. | ” |

Tháng 2 năm 1549, sau 19 tháng khổ sai trên tàu Pháp, Knox được trả tự do.

## Lưu vong ở Anh, 1549 – 1554
Sau khi được tự do, Knox đến tị nạn tại Anh. Dù theo đuổi lập trường trung dung, cuộc cải cách tôn giáo ở Anh cũng đã tách khỏi ảnh hưởng của Rôma. Tổng Giám mục Canterbury, Thomas Cranmer, và nhiếp chính cho Vua Edward VI, Edward Seymour, Công tước Somerset, đều có lập trường dứt khoát theo Kháng Cách, mặc dù còn nhiều việc phải làm để có thể truyền tải tư tưởng cải cách đến giới tăng lữ và dân chúng. Ngày 7 tháng 4 năm 1549, Knox được phép hoạt động trong Giáo hội Anh. Sứ mạng đầu tiên của ông là ở Berwick. Ông buộc phải sử dụng Kinh Cầu nguyện chung vừa mới được ban hành, đây là bản dịch tiếng Anh từ nghi thức Latin vẫn chưa được thay đổi. Vì vậy, Knox tìm cách chỉnh sửa theo khynh hướng Kháng Cách. Tại giáo sở mới, Knox giảng dạy các giáo lý Kháng Cách với sức thuyết phục lớn, và giáo đoàn bắt đầu phát triển.
Tại Anh, Knox gặp người vợ tương lai của mình, Marjorie Bowes. Cha của Bowes, Richard, là em trai của Sir Robert Bowes, hậu duệ của một gia tộc lâu đời ở Durham, và mẹ, Elizabeth, người thừa kế của một gia đình ở Yorkshire.
Cuối năm 1550, Knox được bổ nhiệm làm diễn giả cho Nhà thờ St Nicholas ở Newcastle. Năm sau, ông trở thành một trong sáu tuyên úy hoàng gia phục vụ nhà vua. Ngày 16 tháng 10 năm 1551, John Dudley, Công tước Northumberland lật đổ Edward Seymour lên nắm quyền nhiếp chính. Trong một bài giảng vào ngày Lễ Các Thánh Knox chỉ trích cuộc chính biến. Khi đến thăm Newcastle vào tháng 6 năm 1552 và nghe Knox thuyết giảng, mặc dù có cảm giác lẫn lộn về nhà thuyết giáo nóng cháy này, Dudley xem Knox là một tài năng tiềm ẩn, và Knox được triệu về Luân Đôn để thuyết giảng trong triều. Dudley, xem Knox như là một nhân tố hữu dụng trong chính trị, đề nghị chức vụ giám mục Rochester, nhưng Knox từ chối và quay về Newcastle. Ngày 12 tháng 4 năm 1553, ông có cơ hội lần cuối thuyết giảng trước Vua Edward VI tại Điện Westminster. Ngày 6 tháng 7, Knox đến Luân Đôn lúc nhà vua băng hà. Mary Tudor lên ngôi và nỗ lực phục hồi Công giáo Rôma. Những người Kháng Cách như Thomas Cranmer, Nicholas Ridley, và Hugh Latimer đều bị tống giam trong Tháp Luân Đôn. Theo lời khuyên của bạn hữu, tháng 1 năm 1554 Knox rời nước Anh.

## Từ Geneva đến Frankfurt và Scotland, 1554 – 1556

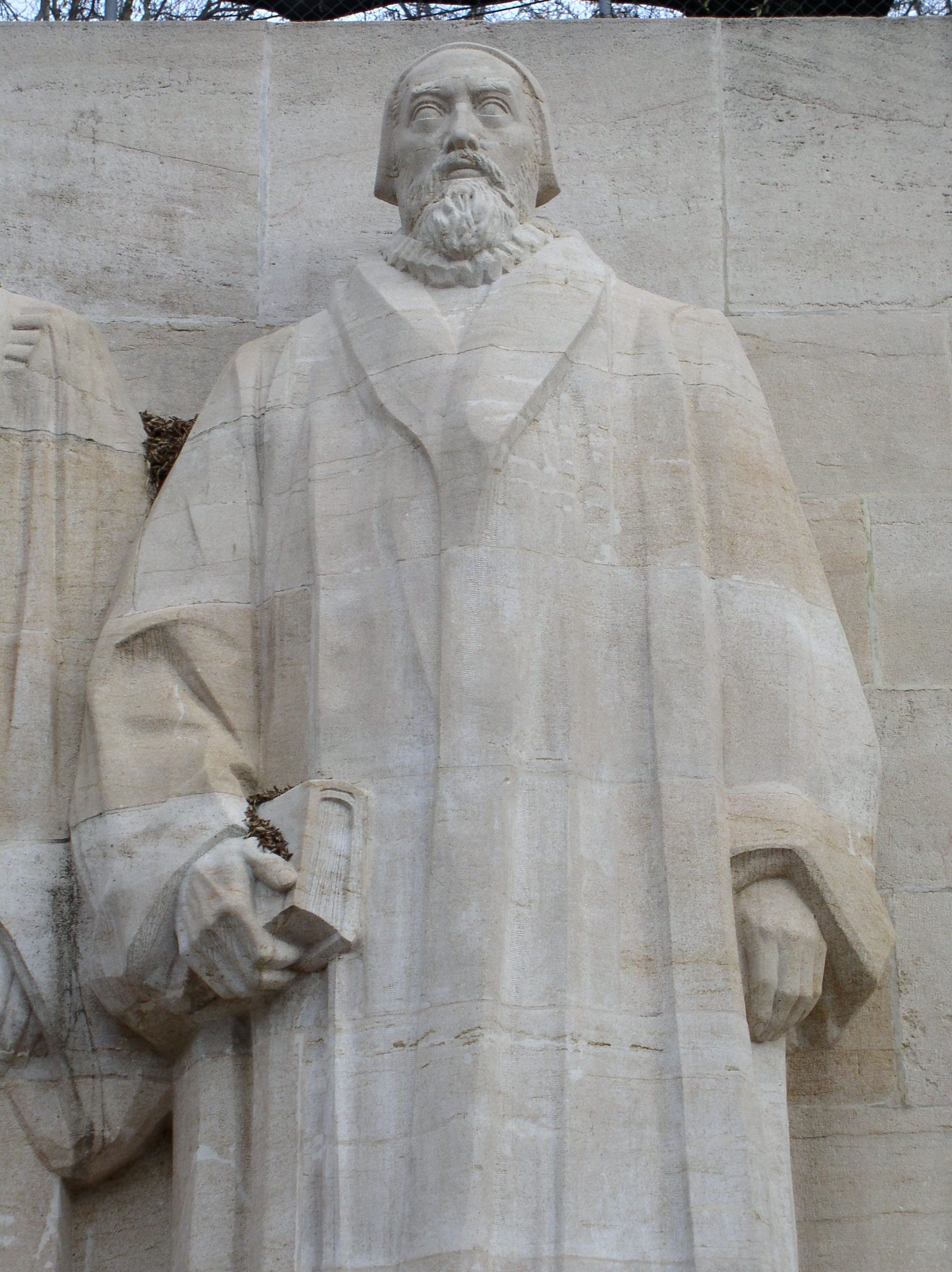
Tượng John Knox tại Bức tường Cải cách ở Geneva

Knox lên bờ ở Dieppe, Pháp, rồi đi tiếp đến Geneva, đang ở dưới quyền lãnh đạo của John Calvin. Tuy nhiên, thời điểm Knox đến Geneva là lúc Calvin đang gặp khó khăn. Ông vừa ra lệnh xử tử Michael Servetus vì tội dị giáo, điều này khiến uy tín của ông sút giảm, và cả thành phố chống lại ông. Calvin khuyên Knox đến gặp nhà cải cách Thụy Sĩ Heinrich Bullinger ở Zürich. Ngày 20 tháng 7 năm 1554, Knox phát hành một tiểu luận chỉ trích Mary Tudor và các giám mục đã tôn bà lên ngai. Ông cũng đả kích Hoàng đế Thánh chế La Mã, Charles V, gọi Charles là "thù nghịch Chúa Cơ Đốc chẳng khác gì Nero."
Tháng 9 năm 1554, Knox nhận lời làm quản nhiệm cho một giáo đoàn người Anh tị nạn tại Frankfurt, nhưng do những bất đồng về giáo nghi, ngày 26 tháng 3 năm 1555 Knox rời Frankfurt. Đây là thời điểm đánh dấu sự đoạn tuyệt của Knox với Giáo hội Anh.
Sau khi trở lại Geneva, Knox được chọn làm quản nhiệm một địa điểm thờ phượng mới được thành lập. Cùng lúc, Knox nhận thư của Elizabeth Bowes yêu cầu Knox trở về với Marjorie. Cuối tháng 8 Knox trở lại Scotland, nhận thấy quê hương trải qua nhiều thay đổi kể từ ngày ông bị bắt làm tù binh và buộc phải lao dịch trên chiến thuyền Pháp năm 1547. Khi Knox đi đến nhiều nơi tại Scotland để rao giảng giáo thuyết và giáo nghi cải cách, ông được nhiều nhà quý tộc đón tiếp, trong đó có James Stewart, Bá tước Moray, và John Erskine, Bá tước Mar. Về sau, cả hai đều trở thành nhiếp chính Scotland.
Mặc dù hoàng hậu nhiếp chính, Mary nhà Giuse, không có hành động nào chống lại Knox, các giám mục tại Scotland xem ông là hiểm họa cho thẩm quyền của họ, triệu tập ông đến Edinburg vào ngày 15 tháng 5 năm 1556. Nhiều nhân vật có thế lực cùng đi với Knox khiến các giám mục phải hủy bỏ buổi xét xử. Theo yêu cầu của William Keith, Bá tước Marischal, Knox viết thư yêu cầu nữ hoàng nhiếp chính ủng hộ cuộc cải cách, nhưng bà không quan tâm đến nó.

## Trở lại Geneva, 1556–1559

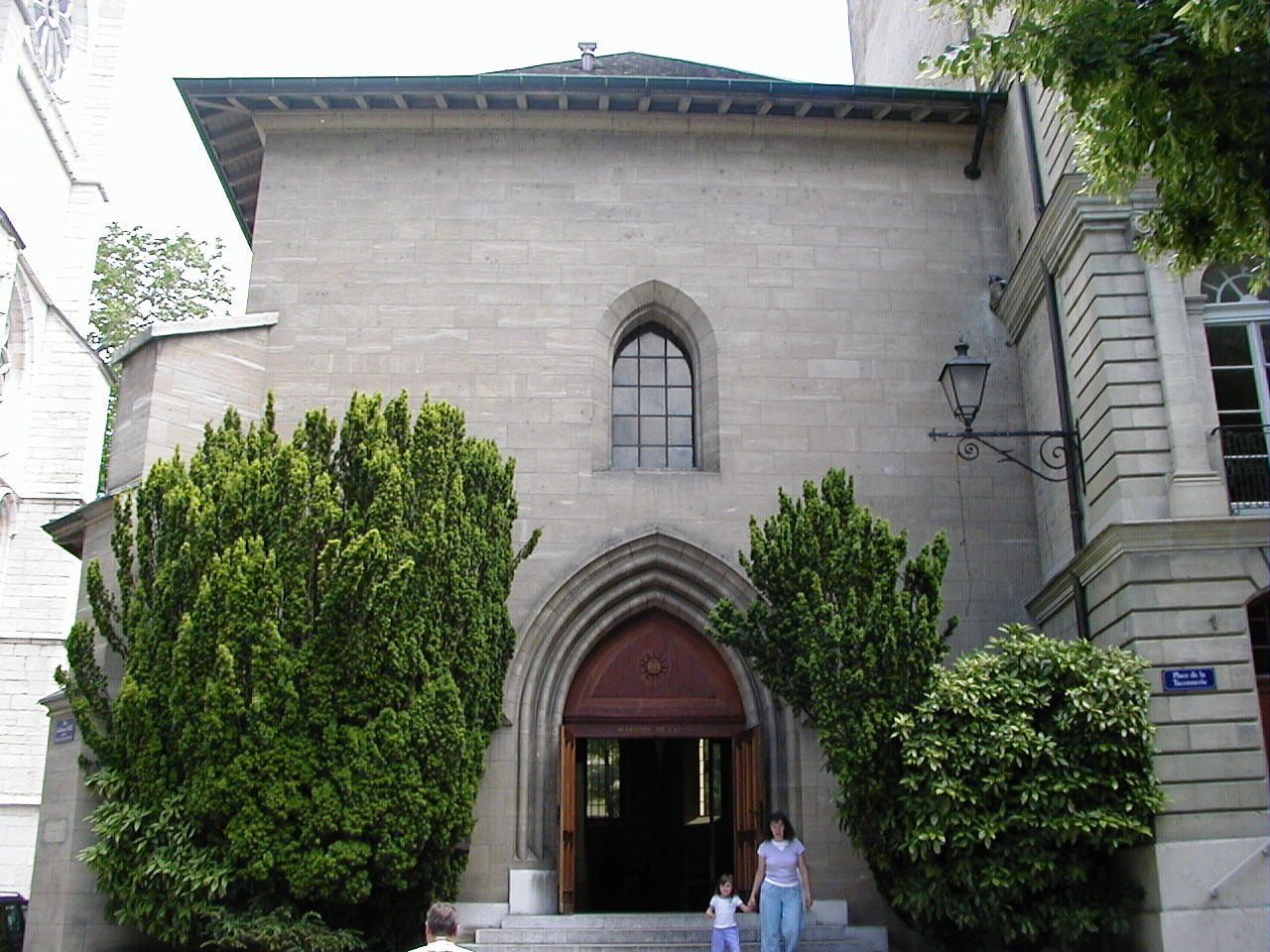
Thính phòng Calvin (Auditoire de Calvin), Knox thường thuyết giáo tại đây khi ông sống ở Geneva, 1556–1558

Ngày 13 tháng 9 năm 1556, Knox, cùng vợ và nhạc mẫu, trở lại Geneva và làm quản nhiệm cho một nhà thờ ở đây. Trong hai năm kế tiếp ông thụ hưởng cuộc sống hạnh phúc và bận rộn. Mỗi tuần ông thuyết giảng ba lần, mỗi bài giảng thường dài hơn hai giờ. Hai con trai của Knox, Nathaniel và Eleazar, đều chào đời tại Geneva.
Mùa hè năm 1558, Knox cho ấn hành tiểu luận The First Blast of the Trumpet Against the Monstrous Regiment of Women, với lời lẽ nặng nề nhắm vào Mary Tudor, nữ hoàng Anh, và Mary Stuart, nữ hoàng Scotland. Quyển sách bị cấm lưu hành ở Anh. Sau khi Elizabeth Tudor lên ngôi, nhiều người Anh tị nạn chuẩn bị trở về nước. Knox rời Geneva vào tháng 1 năm 1559, nhưng mãi đến ngày 2 tháng 5 ông mới đặt chân đến Scotland do nữ hoàng không cho phép ông đi qua nước Anh.

## Cách mạng, 1559-1560
Hai ngày sau khi tớ Edinburg, Knox đi tiếp đến Dundee, nơi có nhiều người ủng hộ Kháng Cách chào đón ông. Knox bị đặt ngoài vòng pháp luật, và khi hoàng hậu nhiếp chính triệu tập người Kháng Cách đến Stirling, nhiều người e sợ sẽ diễn ra một vụ xét xử sắp đặt trước rồi hành quyết. Người Kháng Cách quyết định tập trung về Perth, một thị trấn có tường thành bảo vệ, đề phòng cho trường hợp xảy ra một vụ bao vây. 

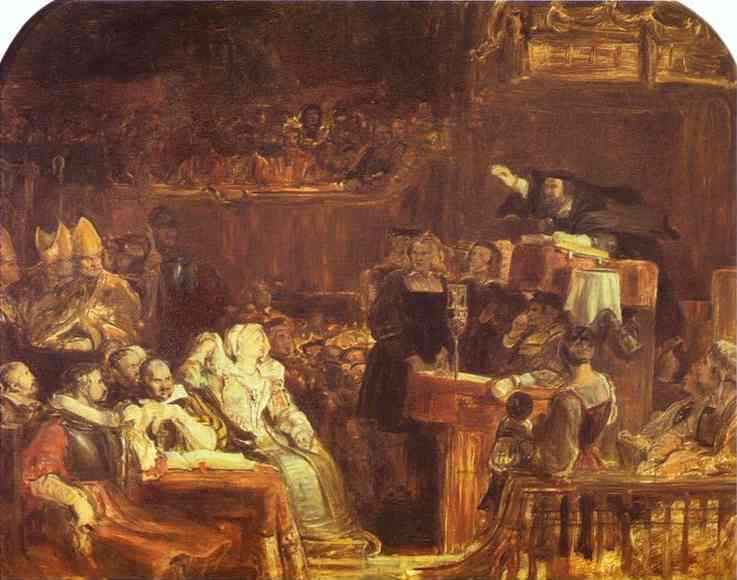
John Knox thuyết giáo trước các nhà quý tộc, 10 tháng 6, 1559

Khi Knox đang thuyết giảng trong Nhà thờ St John the Baptist, một sự cố nhỏ biến thành một vụ bạo động. Đám đông tấn công hai trang trại bò sữa trong thị trấn, cướp vàng bạc và đập đổ ảnh tượng. Mary Giuse triệu tập những nhà quý tộc trung thành và một đội binh người Pháp. Bà gởi thông điệp cho Archibald Campbell, Bá tước Argyll, đề nghị hòa giải và tránh bùng nổ chiến tranh, với lời hứa sẽ không cử quân binh người Pháp đến Perth nếu phe Kháng Cách rời bỏ thị trấn. Người Kháng Cách đồng ý, nhưng khi hoàng hậu nhiếp chính tiến vào Perth, bà được hộ tống bởi binh lính người Scotland ăn lương Pháp. Campbell và Stewart xem điều đó là một sự phản bội và quyết định đứng về phía Knox, lúc ấy đang ở St Andrews.
Đối đầu với viện binh Kháng Cách đến từ các hạt lân cận, hoàng hậu nhiếp chính triệt thoái về Dunbar. Ngày 30 tháng 6, phe Kháng Cách chiếm đóng Edinburg, nhưng chỉ giữ được trong một tháng.
Khi biết hoàng hậu nhiếp chính cầu viện người Pháp, Knox viết thư cho William Cecil, cố vấn trưởng của Elizabeth để tìm kiếm sự trợ giúp từ nước Anh. Khi viện binh Pháp cập cảng Leith của Edinburg, phe Kháng Cách đáp trả bằng cách tái chiếm Edinburg. Lần này, ngày 24 tháng 10 năm 1559, giới quý tộc Scotland truất quyền nhiếp chính của Mary Giuse. Thư ký của Mary, William Maitland nhà Lethington, bỏ sang phe Kháng Cách. Từ đó, Maitland đảm nhận các chức trách chính trị để Knox lo chu toàn nhiệm vụ của nhà lãnh đạo tôn giáo. Đến giai đoạn cuối của cuộc cách mạng, Mailand kêu gọi lòng yêu nước của người Scotland nhằm đánh đuổi người Pháp. Cuối tháng 3, viện binh đến từ Anh củng cố lực lượng Kháng Cách. Ngày 10 tháng 6 năm 1560, Mary nhà Giuse đột ngột từ trần, dọn đường cho sự kết thúc tình trạng thù địch trong nước, tiến đến việc ký kết Hiệp ước Edinburg, quân đội Pháp và Anh đều triệt thoái khỏi Scotland. Ngày 19 tháng 7, Knox tổ chức lễ tạ ơn tại Nhà thờ St Giles.

## Cải cách tại Scotland, 1560-1561
Ngày 1 tháng 8 năm 1560, Quốc hội Scotland họp để xác lập các vấn đề tôn giáo của đất nước, mời Knox và năm vị mục sư soạn thảo bản cương lĩnh đức tin. Trong vòng bốn ngày, bản Tín điều Scotland được đệ trình Quốc hội, và được chuẩn thuận. Một tuần sau, chỉ trong một ngày, Quốc hội thông qua ba đạo luật: hủy bỏ thẩm quyền của Giáo hoàng trên lãnh thổ Scotland, bác bỏ mọi giáo thuyết và giáo nghi không phù hợp với đức tin cải cách, và cấm cử hành lễ Misa tại Scotland. Trước khi kết thúc kỳ họp, Quốc hội ủy nhiệm cho Knox và các mục sư tổ chức giáo hội cải cách. Trong vài tháng, họ hoàn tất bản Nội quy (Book of Discipline), văn kiện ấn định thể chế cho giáo hội tân lập. Tháng 12 năm 1560, Marjorie qua đời, để lại cho Knox gánh nặng chăm sóc hai con trai, ba tuổi rưỡi và hai tuổi.
Ngày 15 tháng 1 năm 1561, Quốc hội được triệu tập để xem xét bản Nội quy. Giáo hội được tổ chức theo thể thức dân chủ. Giáo đoàn có quyền chấp nhận hay từ chối quản nhiệm, nhưng khi đã chấp nhận thì không có quyền sa thải. Mỗi giáo sở đều tự dưỡng đến mức có thể. Các giám mục bị thay thế bởi mười hai "giáo hạt trưởng" (superintendent). Kế hoạch này bao gồm việc thiết lập hệ thống giáo dục quốc gia dựa trên nguyên tắc giáo dục phổ thông. Một vài lãnh vực luật pháp đặt dưới quyền kiểm soát của giáo hội. Tuy nhiên, Quốc hội không chịu phê chuẩn kế hoạch, chủ yếu là do các vấn đề tài chính. Nguồn cung ứng tài chính cho giáo hội là tài sản kế thừa từ Giáo hội Rôma ở Scotland, nhưng hiện đang ở trong tay giới quý tộc, và họ không muốn bàn giao những tài sản này. Trong khi chờ đợi đi đến quyết định sau cùng thì Mary Stuart, Nữ hoàng Scotland, trở về.

## Knox và Nữ hoàng Mary, 1561-1564

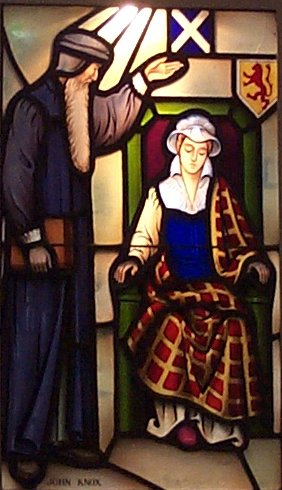
John Knox quở trách Mary, Nữ hoàng Scotland.

Ngày 19 tháng 8 năm 1561, các phát súng đại bác tại Leith chào mừng Nữ hoàng Mary trở về Scotland. Năm ngày sau, khi nữ hoàng dự lễ Misa tại nhà nguyện hoàng gia tại Holyrood, xảy ra một vụ phản kháng dẫn đến những xô xát. Hôm sau, nữ hoàng ra thông báo yêu cầu giữ nguyên hiện trạng tôn giáo trong nước. Nhiều nhà quý tộc chấp nhận quyết định này của nữ hoàng, nhưng Knox thì không. Đến chủ nhật, Knox đứng trên tòa giảng Nhà thờ St Giles bày tỏ sự phản kháng. Hai tuần sau khi về nước, nữ hoàng cho triệu tập Knox, cáo buộc ông khích động nổi loạn chống mẹ bà và viết sách phản đối thẩm quyền của bà. Knox trả lời rằng ông sẵn lòng phục tùng nữ hoàng như một thần dân miễn là sự cai trị của bà là thích đáng, ông cũng ghi nhận Sứ đồ Phao-lô từng sống dưới thời trị vì của bạo chúa Nero. Và khi Mary hỏi Knox thần dân có quyền đề kháng vương quyền không, Knox trả lời rằng nếu quân vương đi quá giới hạn luật pháp cho phép, người dân có quyền kháng cự, ngay cả bằng bạo lực.

## Cuối đời tại Edinburg, 1564-1572
Ngày 26 tháng 3 năm 1564, Knox gây xôn xao dư luận khi kết hôn với Margaret Stewart, một người có họ hàng xa với Mary Stuart. Cuộc hôn nhân bị xem là bất thường vì sự cách biệt tuổi tác giữa Knox và Margaret.
Trong mười bốn tháng kế tiếp, Knox hầu như sống ẩn dật, có lẽ do tuổi già và mệt mỏi với những tranh chấp chính trị.
Ngày 9 tháng 3 năm 1566, thư ký của Mary, David Rizzio, bị các nhà quý tộc Kháng Cách ám sát. Mary trốn đến Dunbar, và ngày 18 tháng 3 quay về Edinburg với một đạo quân hùng hậu. Knox trốn đến Kyle thuộc Ayshire. Tại đây, ông hoàn thành phần chính của tác phẩm Lịch sử Cải cách Scotland.
Sau khi trở về từ Kyle, Knox nhận thấy các nhà quý tộc Kháng Cách đang bất đồng với nhau về cách đối xử với Mary, hiện bị giam giữ ở Lâu đài Loch Leven. Bạn cũ của Knox, James Stewart đang là nhiếp chính cho tân vương James VI. Ngày 2 tháng 5 năm 1568, Mary trốn thoát.
Vẫn tiếp tục diễn ra những tranh chấp ở Scotland. Ngày 23 tháng 1 năm 1570, James Stewart bị ám sát. Hai nhiếp chính kế tiếp cũng là nạn nhân của tình trạng bạo động.
Ngày 9 tháng 11 năm 1572, sau khi chỉ định người kế nhiệm tại Nhà thờ St Giles, Knox về nhà lần cuối. Trong sự hiện diện của bằng hữu và các nhà quý tộc, Knox yêu cầu được nghe đọc Kinh Thánh. Ngày 24 tháng 11 năm 1572, Margaret đọc cho chồng nghe Thư thứ nhất Phao-lô gởi tín hữu Corinth. Tại phần mộ của Knox trong nghĩa trang Nhà thờ Giles, James Douglas, Bá tước Morton, cũng là nhiếp chính Scotland, nhận xét về Knox:
| “ | Đây là nơi an nghỉ của một người không hề xu nịnh, cũng không hề khiếp sợ bất kỳ ai. | ” |

## Di sản

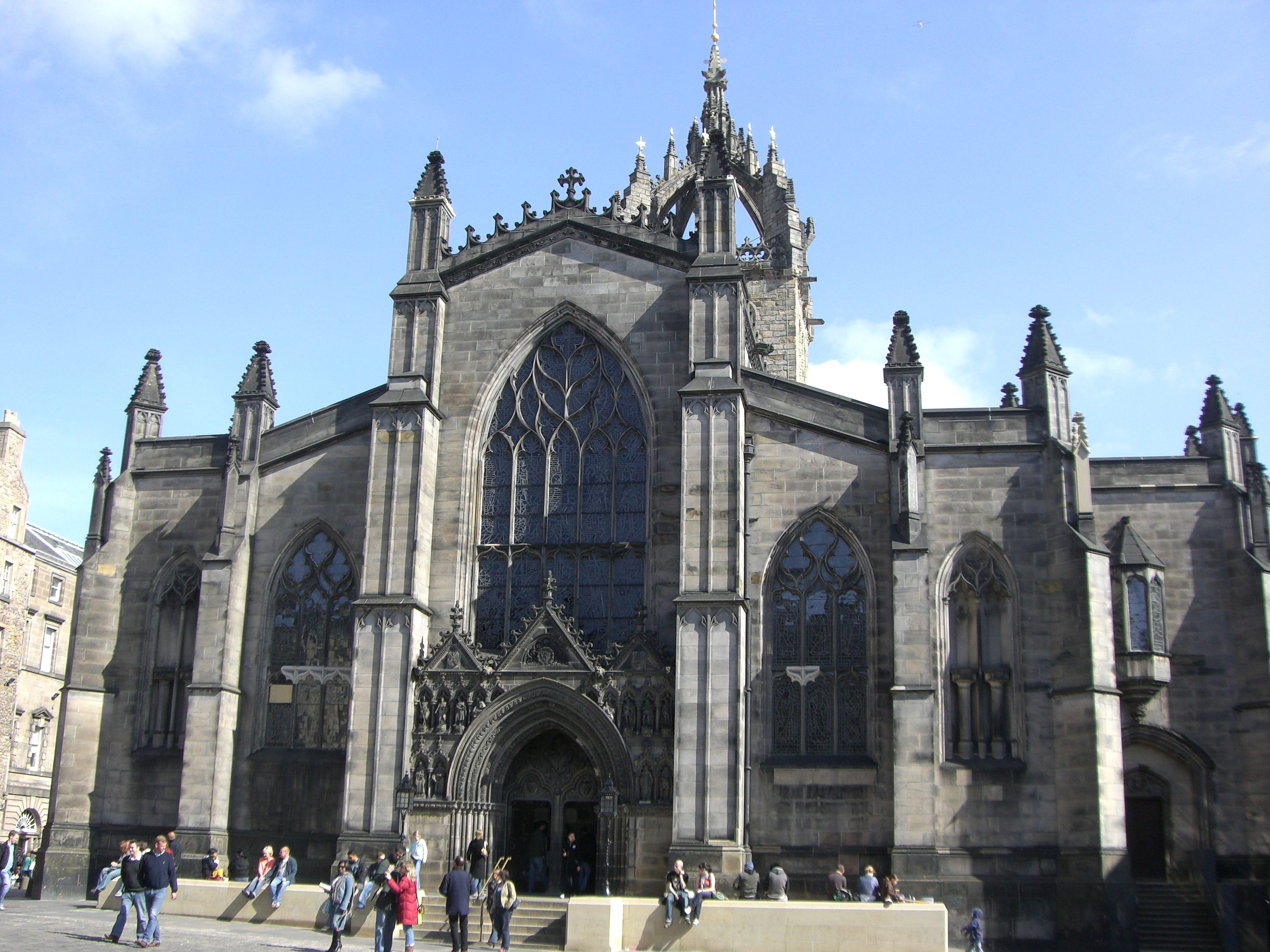
Đại Giáo đường St Giles' Cathedral ở Edinburgh, Knox quản nhiệm từ năm 1560 đến 1572

Knox ghi trong di chúc, "Tôi không hề nhận hối lộ, cũng không lừa dối ai; tôi không hề mua bán trao đổi điều gì." Số tiền ít ỏi Knox để lại cho gia đình chỉ đủ để họ sống trong nghèo khổ đến nỗi, một năm sau khi Knox từ trần, Nhiếp chính James Douglas yêu cầu giáo hội tiếp tục trợ giúp họ; chính ông cũng tìm cách bảo đảm cho họ cuộc sống đầy đủ.
Nhiều người xem Knox ngang hàng với những nhà cải cách vĩ đại khác như Martin Luther và John Calvin. Knox cũng được xem là một nhân vật quan trọng ở Âu châu vì những đóng góp của ông trong 5 năm sinh sống ở Anh, và trong thời gian lưu lại Frankfurt và Geneva, ông đã có ảnh hưởng lớn trên phong trào Thanh giáo. Song, thành quả lớn nhất của Knox là những gì ông làm cho cuộc Cải cách Scotland. Cuộc cách mạng năm 1560 không chỉ cải cách tôn giáo ở Scotland mà còn đánh dấu một giai đoạn thực thi sự chuyển đổi quyền lực từ vương quyền cho quyền tự do cá nhân. Knox cũng được xem là nhà sáng lập cộng đồng các giáo hội Trưởng Lão với hàng triệu tín hữu có mặt trên khắp thế giới.

## Các tác phẩm nổi bật
- An Epistle to the Congregation of the Castle of St Andrews; with a Brief Summary of Balnaves on Justification by Faith (1548)
- A Vindication of the Doctrine that the Sacrifice of the Mass is Idolatry (1550)
- A Godly Letter of Warning or Admonition to the Faithful in London, Newcastle, and Berwick (1554)
- Certain Questions Concerning Obedience to Lawful Magistrates with Answers by Henry Bullinger (1554)
- A Faithful Admonition to the Professors of God's Truth in England (1554)
- A Narrative of the Proceedings and Troubles of the English Congregation at Frankfurt on the Maine (1554–1555)
- A Letter to the Queen Dowager, Regent of Scotland (1556)
- A Letter of Wholesome Counsel Addressed to his Brethren in Scotland (1556)
- The Form of Prayers and Ministration of the Sacraments Used in the English Congregation at Geneva (1556)
- The first blast of the trumpet against the monstruous regiment of women (1558)
- A Letter to the Queen Dowager, Regent of Scotland: Augmented and Explained by the Author (1558)
- The Appellation from the Sentence Pronounced by the Bishops and Clergy: Addressed to the Nobility and Estates of Scotland (1558)
- A Letter Addressed to the Commonalty of Scotland (1558)
- On Predestination in Answer to the Cavillations by an Anabaptist (1560)
- The History of the Reformation in Scotland (1586–1587)